# شومو موکرجی
شومو موکرجی (انگلیسی: Shomu Mukherjee؛ ۱۹ ژوئن ۱۹۴۳ – ۱۰ آوریل ۲۰۰۸) کارگردان فیلم، نویسنده، تهیه‌کننده فیلم اهل هند بود.

## فیلم‌شناسی
| سال  | فیلم               | کارگردان      | داستان | تهیه‌کننده |
| ---- | ------------------ | ------------- | ------ | --------- |
| ۱۹۷۲ | Ek Bar Mooskura Do | رام موکرجی    | آری    | آری       |
| ۱۹۷۳ | Nanha Shikari      | آری           | آری    | آری       |
| ۱۹۷۸ | بابو حیله‌گر        | Joy Mukherjee | آری    | آری       |
| ۱۹۸۱ | Fiffty Fiffty      | آری           | آری    | آری       |
| ۱۹۸۵ | Lover Boy          | آری           | آری    | آری       |
| ۱۹۹۰ | مردی از سنگ        | آری           | آری    | آری       |
| ۱۹۹۴ | عشق سنگدل          | آری           | آری    | آری       |